# ساپوتو

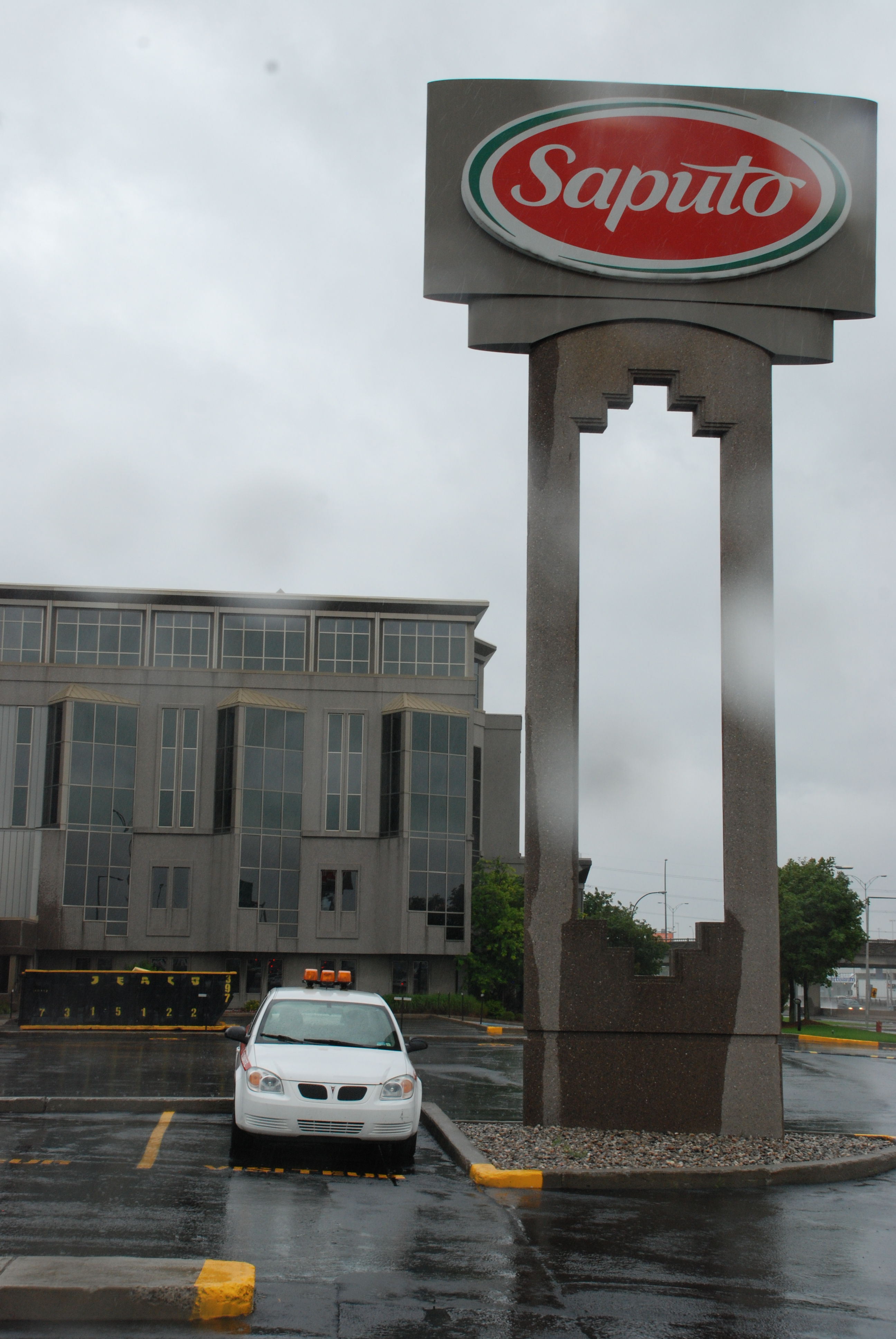
کارخانه تولیدی شرکت ساپوتو در شهر مونترآل

ساپوتو (به ایتالیایی: Saputo) شرکت صنایع غذایی کانادایی است، که در زمینه تولید و توزیع مواد غذایی و فراورده‌های لبنی، شامل پنیر، شیر، ماست و کره فعالیت می‌نماید.
شرکت ساپوتو در سال ۱۹۵۴ توسط یک مهاجر ایتالیایی به‌نام جوزپه ساپوتو و به‌عنوان مغازه پنیر فروشی تأسیس شد و در طول کمتر از نیم قرن از طریق خریداری و ادغام شرکت‌های رقیب، توسعه یافت و در حال حاضر به‌عنوان دوازدهمین شرکت بزرگ لبنیاتی جهان شناخته می‌شود.
این شرکت هم‌اکنون دارای کارخانجات و عملیات تولیدی در کشورهای ایالات متحده آمریکا، آرژانتین، بریتانیا، ولز و آلمان می‌باشد و بزرگترین شرکت توزیع فراورده‌های لبنی کانادا به‌شمار می‌آید.
دفتر مرکزی این شرکت در شهر مونترآل، استان کبک قرار دارد و بخشی از سهام آن در بازار بورس تورنتو معامله می‌شود.